# Liga de Béisbol Profesional de la República Dominicana 2011-12
La temporada de la Liga de Béisbol Profesional de la República Dominicana 2011-2012 fue la 58.ª edición de este campeonato. La temporada regular comenzó el 14 de octubre de 2011 y finalizó el 21 de diciembre de 2011, con un juego extra de desempate el 22 de diciembre entre los Gigantes del Cibao y los Toros del Este. El Todos Contra Todos o Round Robin inició el 27 de diciembre de 2011 y finalizó el 18 de enero de 2012, con otro juego extra de desempate el 19 de enero entre los Tigres del Licey y las Águilas Cibaeñas. La Serie Final se llevó a cabo, iniciando el 21 de enero de 2012 y concluyendo el 30 de enero de 2012, cuando los Leones del Escogido se coronaron campeones de la liga sobre las Águilas Cibaeñas.
En esta temporada, la liga anunció que el torneo se jugará en honor a Reinaldo "Pappy" Bisonó, presidente Ad Vitam de las Águilas Cibaeñas.